# Brownsville (Texas)
Brownsville is de meest zuidelijke stad van de Amerikaanse staat Texas en telt 139.722 inwoners. Het is hiermee de 151e stad in de Verenigde Staten (2000). De oppervlakte bedraagt 208,1 km², waarmee het de 83e stad is. Het Brownsville Ship Channel is de vaarweg van de stad naar de nabijgelegen Golf van Mexico.
Sinds 1965 is de stad de zetel van een rooms-katholiek bisdom.

## Geschiedenis
Voor de komst van Europeanen werd de streek bewoond door jagers-verzamelaars: Coahuiltecan, Lipan Apache en Karankawa. Pas in 1746 vestigden zich Europeanen in de streek en in 1784 werd Matamoros, aan de Mexicaanse kant van de Rio Grande, gesticht. In 1845, na de aanhechting van Texas bij de Verenigde Staten, kreeg generaal Zachary Taylor een fort te bouwen aan de Amerikaanse oever van de Rio Grande. Fort Texas was een aarden fort. Tijdens de Amerikaans-Mexicaanse Oorlog werd er in 1846 gevochten bij Fort Texas. Nadat de burgemeester van de plaats, Jacob Brown, werd gedood bij een Mexicaanse aanval, kreeg het fort zijn naam. 
In 1848 werd de plaats opgemeten door Charles Stillman om er een nederzetting te stichten en het jaar erop werd Brownsville de hoofdplaats van een county. De plaats werd bewoond door Amerikanen van de oostkust, Mexicanen en migranten van Duitse, Franse en Ierse oorsprong. Franse oblaten bouwden de Kerk van de Onbevlekte Ontvangenis, die in 1965 een kathedraal werd, in 1859. De plaats bloeide als haven voor rivierboten op de Rio Grande. In 1867 werd de plaats getroffen door een zware orkaan. Veel houten structuren werden vernield en stenen gebouwen kwamen daarna in de plaats. 
In 1904 werd de plaats aangesloten op de St. Louis, Brownsville and Mexico Railway. Door irrigatie ontwikkelde de landbouw zich in de eerste helft van de 20e eeuw. Er werden groenten, citrusvruchten en katoen geteeld. Er kwam ook een vloot garnaalvissers. In 1929 werd een luchthaven geopend. In 1967 werd de plaats zwaar getroffen door orkaan Beulah. In de jaren 60 en 70 vestigde er zich industrie in de stad, onder meer voor oliewinning op zee. In de jaren 90 vestigden zich universitaire instellingen in de stad.

## Demografie
Van de bevolking is 9,5 % ouder dan 65 jaar en bestaat voor 13,7 % uit eenpersoonshuishoudens. De werkloosheid bedraagt 10,1 % (cijfers volkstelling 2000).
Ongeveer 91,3 % van de bevolking van Brownsville bestaat uit hispanics en latino's, 0,4 % is van Afrikaanse oorsprong en 0,5 % van Aziatische oorsprong.
Het aantal inwoners steeg van 115.143 in 1990 naar 139.722 in 2000.

## Klimaat
In januari is de gemiddelde temperatuur 15,2 °C, in juli is dat 29,2 °C. Jaarlijks valt er gemiddeld 675,9 mm neerslag (gegevens op basis van de meetperiode 1961-1990).

## Plaatsen in de nabije omgeving
De onderstaande figuur toont nabijgelegen plaatsen in een straal van 12 km rond Brownsville.

## Geboren in Brownsville
- Bernard L. Kowalski (1929-2007), film- en televisieregisseur
- Kris Kristofferson (1936-2024), countryzanger en acteur
- Norma Pimentel (1953), kloosterzuster
- Bruce Sterling (1954), sciencefictionschrijver
- Tony Garza (1961), politicus, diplomaat en jurist
- Richard De La Riva (1978), componist en trompettist
- Armando Villarreal (1986), voetbalscheidsrechter